# 配分函数
配分函数（英語：Partition function）是一个平衡態统计物理学中经常应用到的概念，經由計算配分函數可以将微观物理状态与宏观物理量相互联系起来。配分函数是生成函数，它可以生成许多物理学的宏观量，例如体系的内能，熵，焓，自由能等。配分函数通常意指正則系綜中的配分函數，而其他的系綜，亦有其相對應的配分函數，如巨正則系綜對應巨配分函數。
- 微正則系綜：{\displaystyle \;\Omega (U,V,N)=e^{\beta TS}}
- 正則系綜：{\displaystyle \;Z(T,V,N)=e^{-\beta A}}
- 巨正則系綜：{\displaystyle \;\Xi (T,V,\mu )=e^{\beta PV}}

正则系综的（固定温度体系的）配分函数的定义是：
{\displaystyle Z=\sum _{E}\Omega (E)e^{-\beta E}\,}
其中{\displaystyle \beta ={\frac {1}{k_{B}T}}}，
{\displaystyle \Omega (E)\,}为能级{\displaystyle E\,}的简并度。求和对系统所有能级{\displaystyle E\,}进行；{\displaystyle k_{B}}为玻尔兹曼常数；T为体系的绝对温度。
不难看出配分函数实际是体系所有粒子在各个能级依最可几分布排布时候对体系状态的一个描述，由配分函数可以方便地求出体系的内能、熵、自由能等等热力学量，内能的表达式：
{\displaystyle \langle E\rangle =-{\frac {\partial }{\partial \beta }}\ln Z=k_{B}T^{2}{\frac {\partial }{\partial T}}\ln Z}
自由能的表达式：
{\displaystyle F=-k_{B}T\ln Z\,}
熵可以从以上线性组合得到：
{\displaystyle S=(\langle E\rangle -F)/T}
如果体系的能量中包含类似 {\displaystyle -yY\,} 的一项，其中广义力{\displaystyle Y\,} 是微观态的一个函数，{\displaystyle y\,}则是一个参数，那么广义力的平均值为：
{\displaystyle \langle Y\rangle =-{\frac {1}{\beta }}{\frac {\partial }{\partial y}}\ln Z}
作为一种特别情况，压强的表达式是：
{\displaystyle p={\frac {1}{\beta }}{\frac {\partial }{\partial V}}\ln Z}

## 参看
- 费曼－卡茨公式
- 路徑積分表述